# Міжнародні відносини Республіки Китай

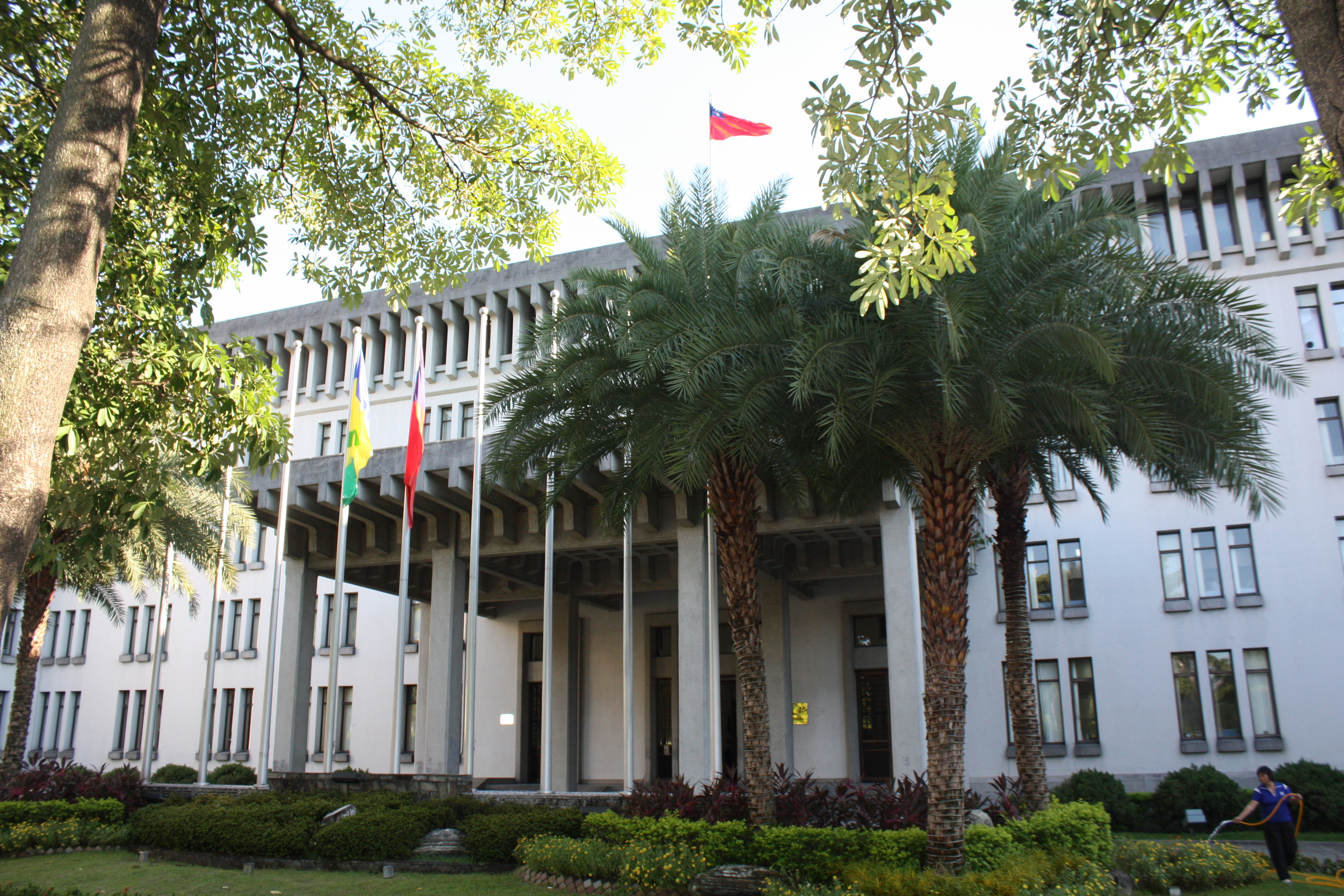
Будинок Міністерства закордонних справ Республіки Китай у Тайбеї.

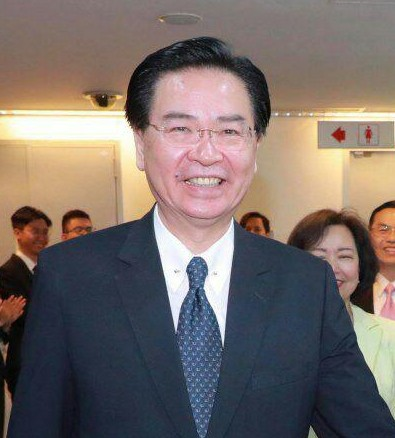
Міністр закордонних справ Республіки Китай.

Тайвань (конституційно та офіційно Респу́бліка Кита́й, кит.: 中華民國) визнана 11 державами-членами Організації Об'єднаних Націй, а також Святим Престолом. Тайвань підтримує дипломатичні відносини з цими країнами, а також неофіційні відносини з іншими країнами через свої представництва та консульства. Ці дипломатичні відносини не є міжнародним визнанням Тайваню як держави, а швидше визнанням уряду РК як представника Китаю.
У політичній історії та міжнародних відносинах Китайської Республіки велику роль відіграє так звана народна дипломатія. У 1990-ті роки, й особливо після обрання президентом Ченя Шуйбяня роль цієї дипломатії помітно зросла. Концепція «народної дипломатії» має на увазі взаємний діалог і співпрацю та залучення всього тайванського народу в процес міжнародного спілкування, в рамках міжнаціональних і міжсоціальних зв'язків.

## Суб'єкти з повними дипломатичними відносинами з Тайванем

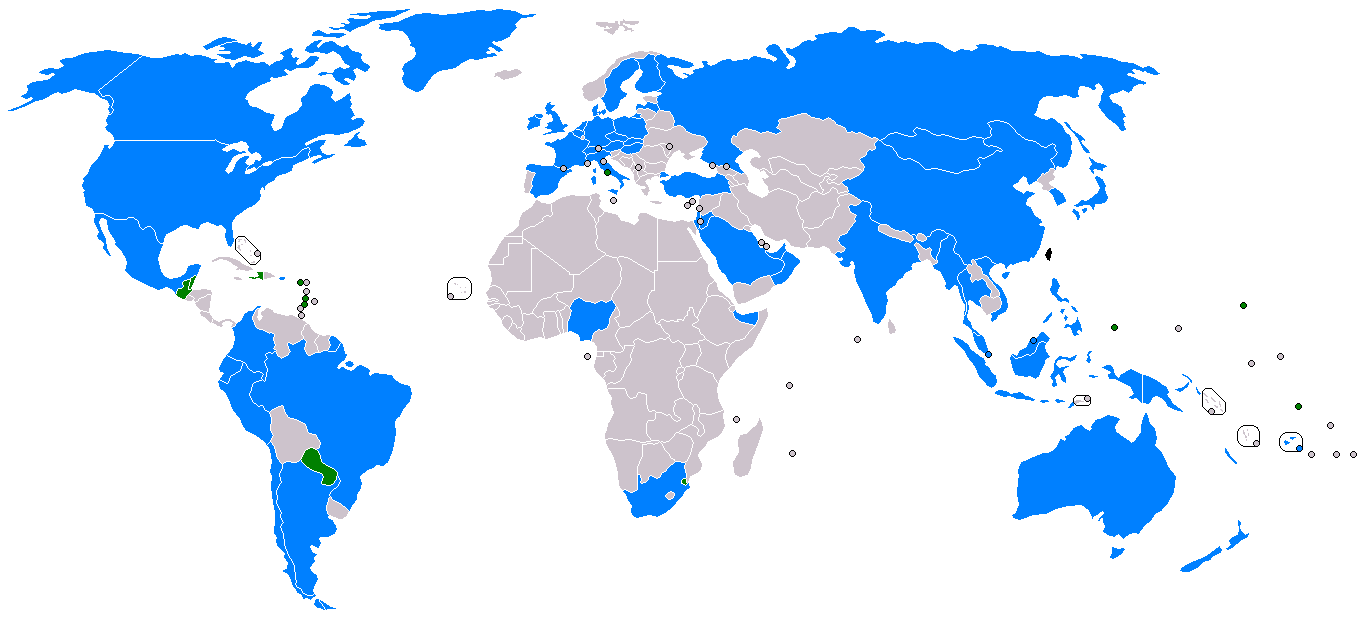
Міжнародні відносини Тайваню
дипломатичні відносини
недипломатичні офіційні відносини

Станом на 2024 рік, державний суверенітет Китайської Республіки визнає 12 держав.
Нижче перелік цих держав (дати вказують на встановлення або тривалість відносин).
| Океанія (3 країни) - Маршаллові Острови (1998) - Палау (1999) - Тувалу (1979) Африка (1 країна) - Есватіні (1968) Європа (1 країна) - Ватикан (1942) | Латинська Америка (3 країни) - Беліз (1989) - Парагвай (1957) - Гватемала (1933) Кариби (4 країни) - Гаїті (1956) - Сент-Кіттс і Невіс (1983) - Сент-Люсія (1984—1997, 2007) - Сент-Вінсент і Гренадини (1981) |

Тайвань має дипломатичні відносини з багатьма іншими країнами світу через свої так звані економічні та культурні представництва (фактично, посольства).
Восени 2021 року у зв'язку з поглибленням відносин між Литвою і Тайванем у Вільнюсі було відкрито тайванське представництво. У відповідь КНР знизила рівень дипломатичних відносин із Литвою та запровадив торговельні обмеження.

## Відносини з Україною
Офіційно Україна не визнає Республіку Китай (РК) незалежною країною.
Під час встановлення дипломатичних відносин між Україною та Китайською Народною Республікою (КНР) 4 січня 1992 року у Києві влада України визнала Тайвань невіддільною частиною території Китаю, під контролем уряду Китайської Народної Республіки (КНР).
Україна підтримує «політику одного Китаю» та виступає проти «незалежності Тайваню» та вступу Тайваню до організацій, членами яких можуть бути лише суверенні держави.
Інтереси Тайваню (Республіки Китай) в Україні представляє Посольство Китайської Народної Республіки (КНР).
У 2003 р. за ініціативи народних депутатів України у Верховній Раді України було створено депутатське об'єднання Тайвань-Україна. Низка робочих зустрічей дала можливість ухвалити рішення з конкретних заходів щодо сприяння розвитку двосторонніх відносин між Україною та Республікою Китай. А за рішенням членів депутатського об'єднання Україна-Тайвань для сприяння розвитку економічних, соціальних і культурних та інших зв'язків було створено Українсько-Тайванський інститут. Президентом Інституту став співголова депутатського об'єднання Україна-Тайвань Лев Миримський, головою Наглядової ради — співголова
депутатського об'єднання Україна-Тайвань Юрій Кармазін. 17 серпня 2009 р. у столиці Республіки Китай Тайбеї розпочала свою роботу делегація українських парламентарів.
З 2005 року Республіка Китай має у Києві своє економічне представництво — Рада щодо розвитку торгівлі Тайваню (TAITRA). Це неприбуткова державна організація, створена в 1970 році з метою допомоги ведення зовнішньої торгівлі державним, галузевим асоціаціям та організаціям.
Метою офісу TAITRA в Києві є розвиток ділових відносин та економічне партнерство між Україною (також Білоруссю та Грузією) та Тайванем.
З точки зору потенційних можливостей для розгортання економічного співробітництва, Тайвань у даний час є одним з найперспективніших партнерів для України у східно-азійському регіоні, враховуючи сучасне фінансове становище Тайваню, особливо його валютні резерви та інвестиційні можливості.

## Відносини з КНР
Додержуючись політики своїх країн, тайванські та китайські уряди безпосередньо не взаємодіють між собою. Переговори проводяться китайською (КНР) Асоціацією з відносин у Тайванській протоці (ARATS) і тайванською (РК) Straits Exchange Foundation (SEF), які підконтрольні та безпосередньо підзвітні виконавчій владі в особі своїх урядів.
Відносини між Тайванем і Китаєм щораз більше стають схожими на конкурентні, аніж на партнерські.
КНР не визнає Тайвань незалежною країною, натомість вважає його своїм бунтівним регіоном. Відносини між країнами радикально погіршилися після придушення КНР Гонконгу в 2020 році і зміщенням уваги керівництва Компартії Китаю на зовнішню експансію. Починаючи з 2020 року, КНР систематично нарощує інтенсивність військових провокацій і майже відкрито готується до вторгнення на острови. Одним зі стримувальних факторів для прямої агресії КНР є феєричне фіаско російського вторгнення в Україну в 2022 році, це спонукало КНР переглянути свої плани й проводити більше навчань.

## Відносини з міжнародними організаціями
Під тиском з боку Китайської Народної Республіки (КНР) Тайвань (Республіка Китай) була виключена (чи знижена у статусі) з багатьох міжнародних організацій. В інших випадках Республіка Китай може зберігати повну участь, використовуючи назви «Тайвань» чи «Тайвань, Китай», «Республіка Китай (Тайвань)», «Китайський Тайбей», «Тайбей».